# Kaohsiung
Kaohsiung, também grafado como Caosiungue (chinês: 高雄市), é uma municipalidade especial de Taiuã. Localizada no sudeste do país e de frente para o Estreito da Formosa, é a maior municipalidade por área (2 947,62 quilômetros quadrados) e a segunda cidade mais populosa, com uma população de aproximadamente 2 770 000. Desde a sua fundação no século XVII, Caosiungue cresceu de uma pequena vila para um centro comercial, político, econômico, logístico e industrial do sul de Taiuã. É considerada uma cidade global pela pesquisa Globalization and World Cities Research Network de 2012.
O Aeroporto Internacional de Kaohsiung que serve a cidade é o terceiro maior aeroporto em Taiuã. O porto de Caosiungue é o maior porto de Taiuã, mas não é oficialmente parte da cidade. Caosiungue também foi a cidade anfitriã dos Jogos Mundiais de 2009, um evento multi-esportivo principalmente composto por esportes não caracterizados nos Jogos Olímpicos, além de ser a sede da Marinha de Taiuã.
Antes de ser denominada Caosiungue, a cidade possuía os nomes  de "Takao", "Takow" e "Takau".